# شنل‌پوش رخ‌سفید
شنل‌پوش رخ‌سفید یا شنل‌پوش سرسفید می‌تواند به هر یک از دو گونه میمون شنل‌پوش باریک‌اندام اشاره داشته باشد:
- Cebus imitator، شنل‌پوش رخ‌سفید پانامی که همچنین به عنوان شنل‌پوش سرسفید پاناما یا شنل‌پوش رخ‌سفید آمریکای مرکزی شناخته می‌شود
- Cebus capucinus شنل‌پوش رخ‌سفید کلمبیایی که همچنین به عنوان شنل‌پوش سرسفید کلمبیایی شناخته می‌شود

دو زیرگونه از شنل‌پوش سرسفید کلمبیایی وجود دارد:
- C. c. capucinus
- شنل‌پوش سرسفید گورگونا (C. c. curtus)